# Jon Gunnes

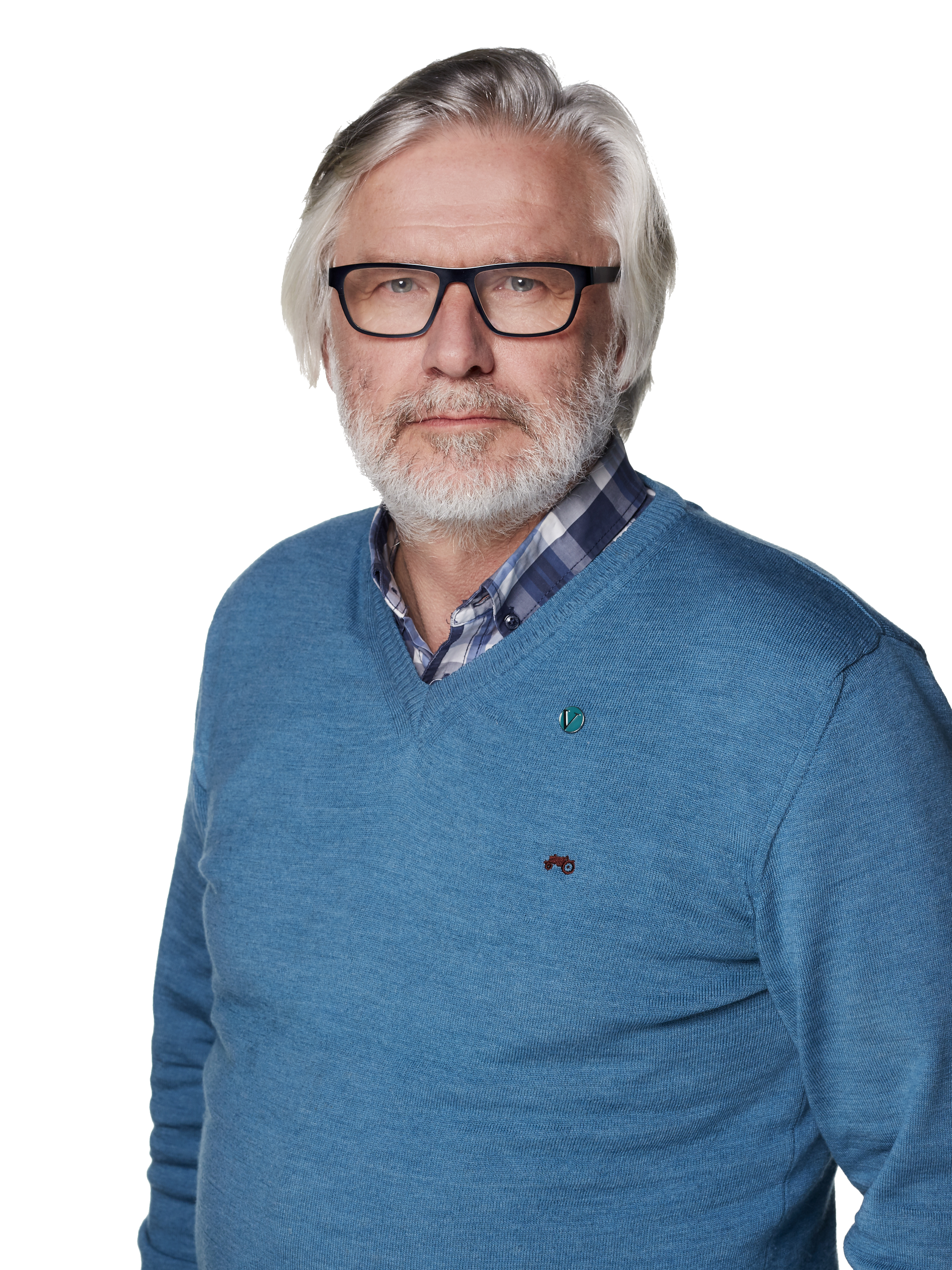
Jon Gunnes, 2017

Jon Gunnes (* 8. November 1956 in Trondheim) ist ein norwegischer Politiker der sozialliberalen Partei Venstre. Von 2017 bis 2021 war er Abgeordneter im Storting.

## Leben
Gunnes studierte bis 1979 an der Ingenieurhochschule Trondheim und arbeitete anschließend beim norwegischen Energiekonzern Statkraft. Von 1982 bis 1984 studierte er Wirtschaftswissenschaft an der Universität Oslo. Anschließend arbeitete er weiter als Ingenieur, unter anderem beim Energiewerk Trondheim. Zwischen 1997 und 2007 war er als Abteilungsleiter bei der Trondheimer IT-Firma Powel tätig. In den Jahren 2006 bis 2008 war er Vorsitzender des Sportvereins Byåsen IL.
Von 1995 bis 1999 war er Mitglied im Kommunalparlament von Trondheim sowie Vorsitzender der Trondheimer Venstre-Partei. Zwischen 2001 und 2009 war er schließlich Vorsitzender der Venstre in der damaligen Provinz Sør-Trøndelag. Von 2007 bis 2017 war er erneut Mitglied im Stadtrat von Trondheim.
Gunnes zog bei der Parlamentswahl 2017 für den Wahlkreis Sør-Trøndelag in das norwegische Nationalparlament Storting ein. Dabei wurde er der erste Venstre-Abgeordnete aus dem Wahlkreis seit über 30 Jahren. Gunnes wurde Mitglied im Transport- und Kommunikationsausschuss des Parlaments, wo er zweiter stellvertretender Vorsitzender wurde. Bei der Wahl 2021 verpasste er den erneuten Einzug ins Storting. Er zog bei der Fylkestingswahl 2023 in das Fylkesting von Trøndelag ein.